# Let the Lover Be
Let the Love Be je pátá nahrávka Davida Hykese. Jedná se o druhou spolupráci s íránským perkusionistou Djamchidem Chemiranim, navazující na koncept a hudební podobu předchozího alba Windhorse Riders. Opět se zde objevují texty islámského básníka Rúmího, opět je použito syntetizátoru. Oproti předchozímu albu jsou však skladby mnohem delší a náročnější na poslech.[zdroj?]

## Seznam skladeb
1. Behind All This Going, Going Toward Oneself
2. Deserted Temple (Part I)
3. Deserted Temple (Part II)
4. Let The Lover Be
5. Between Voice And Presence (Intro)
6. Between Voice And Presence

## Hudebníci
- David Hykes – zpěv, umělecká režie
- Djamchid Chemirani – zarb